# 神谷くんと神谷さん
『神谷くんと神谷さん』（かみやくんとかみやさん）は、克間彩人による日本の漫画作品。『別冊フレンド増刊 別フレ2009』11月号、『別冊フレンド』2010年5月号、6月号、7月号にて連載された。単行本は講談社の講談社コミックスBより全1巻。

## あらすじ
神谷亜子は、たまたま名字が同じだった神谷慎太郎に名札を借りたことがきっかけで仲良くなる。ところが、亜子は非常に頭が悪くビリ。一方、慎太郎はトップ。果たして、この恋は成就するのか？という恋愛ストーリー。

## 登場人物
神谷 亜子（かみや あこ）
本作品の主人公。豪学に通う女子高生。非常に頭が悪く、テストの点数はいつも最下位。園芸部に所属しているが、部員は1人だけ。
神谷 慎太郎（かみや しんたろう）
亜子と同じ高校に通う男子学生。成績優秀で、テストではいつもトップ。
観月 誠一（みづき せいいち）
慎太郎の友人。慎太郎と同じく非常に頭が良く、テストの成績は学年ナンバー2。しかし、木村諒が本気でテストの点を取りにきた時には、観月はナンバー3になっていた。
木村 諒（きむら りょう）
亜子のことが大好きで、「一緒にいたい」という思いからテストの順位をワザと下げていた、かなりイタイ人。実はかなり頭が良く、本気を出せば慎太郎と同じ成績が取れる。
加藤 正人（かとう まさと）
亜子の担任。園芸部の顧問。秘密だが、亜子とはイトコ同士。

## 書誌情報
- 克間彩人 『神谷くんと神谷さん』 講談社〈講談社コミックスB〉、全1巻
  1. 2010年8月11日発売 ISBN 978-4-06-341702-9